# Пам'ятки культурної спадщини Іванівської громади
У статті наведений перелік об'єктів культурної спадщини Іванівської громади Тернопільського району Тернопільської области України.

## Пам'ятки археології
| № | Назва                 | Дата                                      | Адреса                                                                    | Охоронний номер | Документ про взяття на облік                                                                                    |
| - | --------------------- | ----------------------------------------- | ------------------------------------------------------------------------- | --------------- | --- |
| 1 | Поселення Глещава І   | давньоруський час (Х-ХІІІ ст.)            | с. Глещава, східні околиці села, лівий берег р. Тарця                     | 2743            | Наказ управління культури обласної державної адміністрації від 18.10.2005 № 112                                 |
| 2 | Поселення Глещава ІІ  | давньоруський час (Х-ХІІІ ст.)            | с. Глещава, за 350 м на схід від села, лівий берег р. Тарця               | 2745            | Наказ управління культури обласної державної адміністрації від 18.10.2005 № 112                                 |
| 3 | Поселення Глещава ІІІ | давньоруський час (Х-ХІІІ ст.)            | с. Глещава, за 2 км на схід від села, лівий берег р. Тарця                | 2746            | Наказ управління культури обласної державної адміністрації від 18.10.2005 № 112                                 |
| 4 | Поселення Глещава IV  | черняхівська культура (ІІІ- IV ст. н. е.) | с. Глещава, за 2,5 км на схід від села, лівий берег ставка на р. Тарця    | 2744            | Наказ управління культури обласної державної адміністрації від 18.10.2005 № 112                                 |
| 5 | Поселення Глещава V   | черняхівська культура (ІІІ- IV ст. н. е.) | с. Глещава, лівий берег ставка на р. Тарця, біля дамби                    | 2740            | Наказ управління культури обласної державної адміністрації від 18.10.2005 № 112                                 |
| 6 | Поселення Глещава VI  | XVI-XVII століття                         | с. Глещава, за 1 км на південний схід від села, правий берег р. Тарця     | 2742            | Наказ управління культури обласної державної адміністрації від 18.10.2005 № 112                                 |
| 7 | Курган Глещава VII    | недатований                               | с. Глещава, на південь від села, на вершині вододілу                      | 2741            | Наказ управління культури обласної державної адміністрації від 18.10.2005 № 112                                 |
| 8 | Поселення Іванівка І  | давньоруська культура (ХІІ – ХІІІ ст.)    | с. Іванівка, південно-східні околиці села, правий берег пересохлого ставу | 1844            | Наказ управління культури обласної державної адміністрації від 27.01.2010 № 16                                  |
| 9 | Поселення Сороцьке І  | черняхівська культура (ІІІ-IV ст. н. е.)  | с. Сороцьке, південно-східна частина села на правому березі р. Сороцька   | 1993            | Наказ департаменту культури, релігій та національностей обласної державної адміністрації від 15.05.2014 № 76-од |

## Пам'ятки архітектури
| №  | Назва                       | Дата    | Адреса      | Охоронний номер | Документ про взяття на облік                                                                       |
| -- | --------------------------- | ------- | ----------- | --------------- | -------------------------------------------------------------------------------------------------- |
| 1. | Церква св. Іоанна Богослова | 1852 р. | с. Ілавче   | 2120            | рішення виконавчого комітету Тернопільської обласної ради народних депутатів від 06.10.1994 р. №44 |
| 2. | Покровська церква           | 1863 р. | с. Сороцьке | 2126            | рішення виконавчого комітету Тернопільської обласної ради народних депутатів від 06.10.1994 р. №44 |

## Пам'ятки історії
| №  | Назва                                                                                                  | Дата                           | Адреса                                                    | Охоронний номер | Документ про взяття на облік |
| -- | --- | ------------------------------ | --------------------------------------------------------- | --------------- | --- |
| 1  | Могила члена Організації Українських Націоналістів, воїна Української Повстанської Армії Грома Михайла | 1944 р.                        | с. Глещава, кладовище, біля церкви                        | 3214            | Наказ управління культури Тернопільської обласної державної адміністрації від 27.01.2010 р. № 16                                    |
| 2  | Ділянка могил воїнів Української Повстанської Армії на кладовищі (5 чол.)                              |                                | с. Глещава, північний бік кладовища біля східного паркану | 1827            | Наказ управління культури Тернопільської обласної державної адміністрації від 18.10.2005 р. № 112                                   |
| 3  | Пам'ятний знак святому Миколаю                                                                         | 1861 р, 1967 р.                | с. Глещава, центр                                         | 1854            | Наказ управління культури Тернопільської обласної державної адміністрації від 18.10.2005 р. № 112                                   |
| 4  | Пам'ятний знак воїнам-землякам, які загинули в роки Другої світової війни                              | 1978 р.                        | с. Глещава, центр, біля роздоріжжя                        | 843             | Рішення виконкому Тернопільської обласної ради від 25.01.1982 р. № 34                                                               |
| 5  | Меморіал борцям за волю України                                                                        | 1942 р., відновлений 1993 р.   | с. Глещава, центр, напроти магазину                       | 1855            | Наказ управління культури Тернопільської обласної державної адміністрації від 18.10.2005 р. № 112                                   |
| 6  | Пам'ятний знак воїнам-землякам, які загинули в роки Другої світової війни                              | 1975 р.                        | с. Іванівка                                               | 776             | Рішення виконкому Тернопільської обласної ради від 12.06.1978 р. № 286                                                              |
| 7  | Могила воїна Української Галицької Армії Петльовського Романа                                          | 1919 р.                        | с. Іванівка, біля входу на кладовище                      | 1835            | Наказ управління культури Тернопільської обласної державної адміністрації від 18.10.2005 р. № 112                                   |
| 8  | Пам'ятний знак (хрест) «За тверезість»                                                                 | 1875 р.                        | с. Іванівка, біля церкви Різдва Богородиці                | 4362-Тр         | Наказ Міністерства культури України від 23.01.2012 р. № 51                                                                          |
| 9  | Пам'ятний знак „Борцям за волю України”                                                                | 1991 р.                        | с. Іванівка, центр                                        | 1858            | Наказ управління культури Тернопільської обласної державної адміністрації від 18.10.2005 р. № 112                                   |
| 10 | Пам'ятний знак (скульптура Матері Божої) «За тверезість»                                               | 1901 р.                        | с. Ілавче, біля церкви                                    | 1859-Тр         | Рішення виконкому Тернопільської обласної ради від 19.08.1994 р. № 14, Наказ Міністерства Культури України від 22.11.2012 р. № 1364 |
| 11 | Пам'ятник землякам, які загинули під час Першої світової війни                                         | 1929 р.                        | с. Ілавче, біля церкви                                    | 1861            | Рішення виконкому Тернопільської обласної ради від 19.08.1994 р. № 14                                                               |
| 12 | Пам'ятний знак (скульптура Ісуса Христа) жертвам тоталітарного режиму                                  | 1942 р.                        | с. Ілавче, біля церкви                                    | 1864            | Наказ управління культури Тернопільської обласної державної адміністрації від 18.10.2005 р. № 112                                   |
| 13 | Пам'ятний знак воїнам-землякам, які загинули в роки Другої світової війни                              | 1974 р.                        | с. Сороцьке                                               | 785             | Рішення виконкому Тернопільської обласної ради від 12.06.1978 р. № 286                                                              |
| 14 | Будинок, у якому проживав о. Купчинський Євген – композитор, музикант-цитрист, громадський діяч        | меморіальна дошка жовтень 2007 | с. Сороцьке (парафіяльний будинок), біля церкви           | 3223            | Наказ управління культури Тернопільської обласної державної адміністрації від 27.01.2010 р. № 16                                    |

## Пам'ятки монументального мистецтва
| № | Назва                                                               | Дата    | Адреса                | Охоронний номер | Документ про взяття на облік                                                                      |
| - | ------------------------------------------------------------------- | ------- | --------------------- | --------------- | ------------------------------------------------------------------------------------------------- |
| 1 | Пам’ятник поету, письменнику, художнику Шевченку Тарасу Григоровичу | 1993 р. | с. Іванівка, центр    | 1812            | Наказ управління культури Тернопільської обласної державної адміністрації від 18.10.2005 р. № 112 |
| 2 | Пам’ятник поету, письменнику, художнику Шевченку Тарасу Григоровичу | 1993 р. | с. Ілавче, біля школи | 1813            | Наказ управління культури Тернопільської обласної державної адміністрації від 18.10.2005 р. № 112 |